# Satoru Masamune
Satoru Masamune (* 24. Juli 1928 in Fukuoka; † 9. November 2003 in Newton (Massachusetts)) war ein japanisch-amerikanischer Chemiker und Hochschullehrer.

## Leben
Satoru Masamune studierte an der Tohoku-Universität in Sendai bis zum Bachelor-Abschluss 1952 und setzte sein Studium anschließend an der University of California, Berkeley (USA) als einer der ersten Fulbright-Stipendiaten fort. Seine Doktorarbeit bei Henry Rapoport schloss er 1957 ab. Von 1956 bis 1961 arbeitete er als Postdoktorand an der University of Wisconsin bei Eugene van Tamelen. 1961 erhielt er eine Ernennung zum Fellow des Mellon Institute of Industrial Research in Pittsburgh, wo er für die nächsten drei Jahre blieb. 1964 wechselte Masamune an die University of Alberta in Edmonton und wurde 1967 zum ordentlichen Professor befördert. 1978 ging er an das Massachusetts Institute of Technology, wo er 1991 zum Arthur C. Cope Professor für Chemie ernannt wurde. 2000 wurde Satoru Masamune emeritiert.

## Wissenschaftliches Werk
Satoru Masamunes Forschung befasste sich mit der Synthese von Diterpen-Alkaloiden. Er untersuchte ungewöhnliche cyclische Strukturen mit konjugierten π-Bindungen und synthetisierte Verbindungen, die aufgrund verzerrter, gestauchter oder gedehnter Strukturen oder aufgrund antiaromatischer Effekte als instabil vorhergesagt worden waren. Er befasste sich beispielsweise mit Cyclobutadien oder synthetisierten Verbindungen wie das Basketen und Basketan. Masamune und seinen Mitarbeitern gelang es als Ersten, einfache [10]Annulene zu synthetisieren.
Ein weiteres Forschungsgebiet war die Synthese von Makrolidantibiotika, beispielsweise Methymycin.

## Auszeichnungen
- 1978: American Chemical Society Award for Creative Work in Synthetic Organic Chemistry[4]
- 1987: Arthur C. Cope Scholar Award[5]
- 1987: Mitglied der American Academy of Arts and Sciences[6]
- 1997: Fujihara Award[1]

## Privates
Satoru Masamune war mit der Tochter des japanischen Chemikers Nozoe Tetsuo, Takako Nozoe verheiratet und hatte eine Tochter und einen Sohn.